# Gmina Varberg
Gmina Varberg (szw. Varbergs kommun) – gmina w Szwecji, w regionie Halland, siedzibą jej władz jest Varberg.
Pod względem zaludnienia Varberg jest 41. gminą w Szwecji. Zamieszkuje ją 54 338 osób, z czego 50,28% to kobiety (27 320) i 49,72% to mężczyźni (27 018). W gminie zameldowanych jest 1416 cudzoziemców. Na każdy kilometr kwadratowy przypada 62,31 mieszkańca. Pod względem wielkości gmina zajmuje 121. miejsce.